# Ascaroterakis pulchrum
Ascaroterakis pulchrum ist ein Spulwurm aus der Familie Schneidernematidae und einziger Vertreter der Gattung Ascaroterakis. Er ist ein Parasit im Dickdarm des Südlichen Nacktschwanzgürteltiers.

## Merkmale
Die Gattung Ascaroterakis hat die Merkmale der Schneidernematinae. Die Mundöffnung ist von drei kleinen Lippen umgeben. Der Ösophagus ist keulenförmig. Die große Ausscheidungspore liegt hinter dem Ösophagus. Die oviparen Weibchen haben einen paarigen Genitalapparat, die Vulva liegt vor der Körpermitte. An sie schließt sich der muskulöse Ovijektor an. Die Eier sind glattschalig. Männchen haben zwei gleiche Spicula und ein Gubernaculum. Sie haben 12 Paare von Kaudalpapillen, von denen vier vor, zwei neben und sechs hinter der Kloake liegen.
Männchen sind 6,5 bis 7,33 mm lang und 0,37 bis 0,41 mm dick. Der kurze Ösophagus ist 0,41 bis 0,52 mm lang. Die Ausscheidungspore liegt 0,73 bis 0,81 mm, der Nervenring etwa 0,29 mm hinter dem Vorderende. Die Spicula sind 0,22 bis 0,23 mm lang, das Gubernaculum 0,12 bis 0,14 mm.
Weibchen sind 8,13 bis 9,19 mm lang und 0,39 bis 0,45 mm dick. Der Ösophagus ist 0,48 bis 0,52 mm lang.  Die Ausscheidungspore liegt 0,71 bis 0,99 mm, der Nervenring etwa 0,29 mm, die Vulva 2,47 mm hinter dem Vorderende. Von hier zieht der Ovijektor nach hinten. Die Eier sind 60–70 × 50 µm groß. Die Eierstöcke ziehen nach vorn. Der konische Schwanz ist 0,26 bis 9,3 mm lang.